# Station de pilotage de Pointe-au-Père

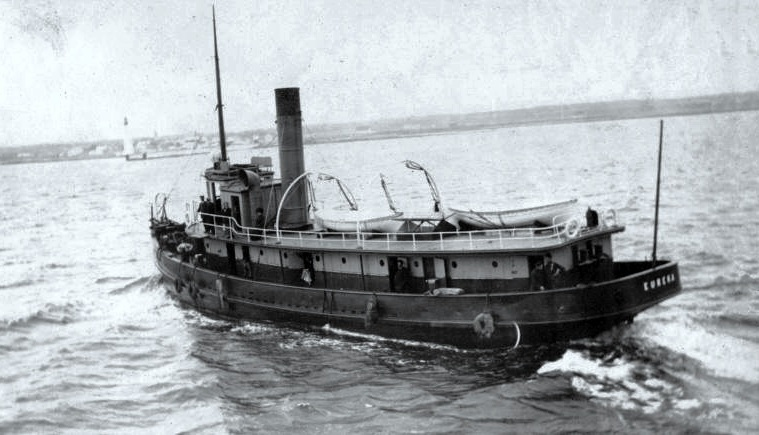
L’Eureka, le bateau-pilote en service en 1910 à Pointe-au-Père.

La station de pilotage de Pointe-au-Père, située dans l'ancienne municipalité de Pointe-au-Père près de Rimouski au Québec, était la base officielle d'opération des pilotes du Saint-Laurent entre 1905 et 1959. La station de pilotage faisait partie d'un ensemble d'infrastructures d'aide à la navigation reconnu comme lieu historique national par le gouvernement du Canada en 1974.

## Contexte de la navigation sur le Saint-Laurent
L'arrivée des Européens en Amérique marque le début de l'importance grandissante du fleuve Saint-Laurent, d'abord comme voie d'accès pour les explorateurs au XVIe siècle et au début du XVIIe siècle, puis comme une voie de transport pour les personnes et les marchandises,. Cependant, les conditions climatiques et géographiques y rendent la navigation assez difficile et dangereuse. La présence de glace au printemps, de nombreuses journées de fort vent, d'épisodes fréquents de brouillards, la présence de hauts-fonds et de récifs font en sorte qu'y naviguer nécessitait le recours à des pilotes expérimentés autant pour se diriger vers l'intérieur du continent que pour retourner vers l'Europe.
Pendant la période française, la navigation dans l’estuaire et le golfe du Saint-Laurent augmentent fortement, compte tenu des besoins de certaines denrées et de produits manufacturés provenant de France. Ces besoins font en sorte que la fonction de pilote maritime pour guider les navires prend de plus en plus d'importance. En 1731, le gouverneur de la Nouvelle-France crée la première station de pilotage officielle à l'île Verte. Les pilotes s'y rendent au début de chaque printemps pour y rencontrer les navires arrivant de France. Un nombre important de pilotes s'installent au Bic, près de Rimouski qui est alors le premier hameau habité que rencontrent les navires français arrivant d'Europe.
À partir de 1763, sous l'autorité britannique, l'organisation de la navigation et du pilotage sur le Saint-Laurent s'améliore et la règlementation se resserre quant à la fonction de pilote et aux obligations des navires circulant sur le fleuve,. En 1762, une ordonnance du gouverneur anglais James Murray instaure deux stations d'embarquement des pilotes, celle du Bic, la plus en aval de Québec, est chargée d'accueillir les navires arrivant d'outre-mer. En 1788, à la suite des plaintes des armateurs, le gouverneur Dorchester émet une nouvelle ordonnance pour mieux définir l'organisation du travail de pilotage en créant des équipes de pilotes aussi chargées de la formation des apprentis,.
Au début du XIXe siècle, l'augmentation du transport maritime lié au commerce du bois fait en sorte que « les pilotes ne suffisent plus à la tâche ». Face à ce problème, le gouvernement du Bas-Canada confie la gestion de tout ce qui touche l'aide à la navigation à la Maison de la Trinité de Québec (MTQ). En plus de veiller au bon fonctionnement du pilotage, le nouvel organisme est chargé d'améliorer la sécurité de la navigation sur le Saint-Laurent par la mise en place d'infrastructures maritimes tel que des phares, des bouées et des balises,. L'organisation du pilotage sous la juridiction de la MTQ est caractérisée par la libre concurrence entre les pilotes, et une augmentation importante de leur nombre entre 1805 et 1860.

## Historique

### Les premières infrastructures d'aide à la navigation
La désignation officielle de Pointe-au-Père en 1805 comme limite orientale de l'estuaire du Saint-Laurent pour le rendez-vous des pilotes et des navires remontant le Saint-Laurent s'avère marquante dans l'histoire maritime de la petite municipalité. La même année, la MTQ nomme un surintendant des pilotes dont la charge est de se rendre à Pointe-au-Père à chaque printemps pour voir à la bonne marche du pilotage. En effet, bien que Pointe-au-Père soit désigné comme lieu de rendez-vous, la concurrence entre les pilotes fait en sorte que ceux-ci s'avancent de plus en plus loin en aval de ce lieu pour offrir leurs services.
Toujours en 1805, les régistres de la MTQ mentionnent qu'un pilote s'est installé à Pointe-au-Père, et en 1808, John Lambly y signale la présence de « plusieurs maisons de pilotes dont l'une était peinte en rouge ». En 1815, Joseph Bouchette fait lui aussi mention de la présence de maisons habitées par des pilotes. En tout, c'est la présence de neuf pilotes résidant à Pointe-au-Père entre 1805 et 1836 qui est souligé dans les régistres de la MTQ. Les pilotes tirent avantage de ce lieu, car Pointe-au-Père est une pointe de terre qui s'avance dans le fleuve en offrant ainsi un point d'observation privilégié sur le Saint-Laurent.

Schéma du Hungarian, un vapeur de la Allan Line (1858).

En 1856, la Montreal Ocean Steamship Company (MOSC) une filiale de la Allan Line obtient un contrat de transport du courrier entre l'Angleterre et le Canada. Pour respecter les règles sévères de ponctualité stipulées dans le contrat, la compagnie décide d'engager ses propres pilotes et les installe à Pointe-au-Père, évitant ainsi à ses navires de croiser au large du Bic dans l'attente d'un pilote,. Cependant, le relief côtier de Pointe-au-Père manque de points de repère et les navires doivent se guider sur le Mont-Comi ou le Pic Champlain. Les nombreux épisodes de brouillard obligent aussi la MOSC à construire le premier phare de Pointe-au-Père en 1859 et à doter le site d'un canon de siège pour produire un signal sonore ainsi que d'un service de télégraphe pour communiquer avec la ville de Québec,,,. Le gouvernement canadien rachète le phare en 1861.
À la même période, en 1860, une importante réorganisation s'effectue dans la gestion du pilotage sur le Saint-Laurent et voit naître la Corporation des pilotes. L'un des buts de cette association est de mettre fin au système de libre concurrence entre les pilotes, système qui s'est avéré désastreux pour la sécurité des pilotes en étant l'une des causes des nombreuses noyades survenues entre 1810 et 1859. La Corporation des pilotes permet aux pilotes de mieux s'organiser et de mettre en place un service de transbordement par goélettes sur les navires océaniques à partir du poste du Bic.
L'un des premiers gestes de la nouvelle corporation est de définir le « terrain de pilotage », c'est-à-dire les zones d'embarquement où naviguent les goélettes pour rejoindre les navires en attente d'un pilote. En mars 1861, elle conclut une entente avec la Allan Line permettant à celle-ci d'établir à Pointe-au-Père, à ses frais, une station de pilotes pour répondre à ses besoins. Pointe-au-Père est alors désigné comme station spéciale d'embarquement des pilotes des lignes transatlantiques et des navires à vapeur. La décision de la Corporation des pilotes aura un impact majeur sur le développement de Pointe-au-Père comme station d'embarquement des pilotes. En effet la navigation à vapeur va lentement supplanter la navigation à voile comme mode de transport des personnes et des marchandises entre 1860 et 1900.

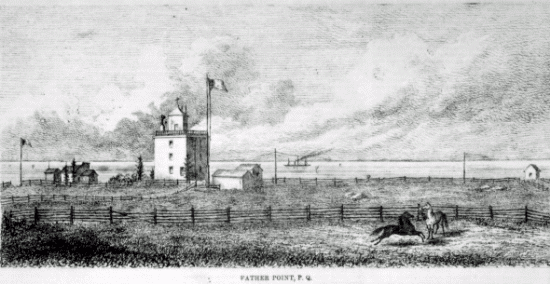
Image du second phare de Pointe-au-Père, Canadian Illustrated News (1873).

Le premier phare est détruit par un incendie en 1867, et le ministère des Travaux publics du Canada fait reconstruire une nouvelle tour la même année au même endroit à la suite des recommandations des ingénieurs chargés de l'entretien des phares à l'est de Québec,. En 1876, John McWilliams remplace  David S. Lawson comme gardien de phare, un poste qu'il occupe jusqu'en 1911. Pendant sa tenure, il est témoin des développements et de l'importance grandissante de la station d'aide à la navigation de Pointe-au-Père,. Déjà en 1879-1880, trois compagnies de lignes régulières assurent le transport des passagers entre les ports du Saint-Laurent et l'Europe en utilisant des navires à vapeur et leurs pilotes sont basés à Pointe-au-Père.
La station voit aussi s'ajouter de nouvelles infrastructures et en 1879 une décision de l'Assemblée législative du Québec amène la construction, au coût de 35 000 dollars, d'un réseau de stations télégraphiques dans les régions les plus éloignées du golfe du Saint-Laurent, l'île d'Anticosti, la péninsule gaspésienne et les îles de la Madeleine, réseau relié à Pointe-au-Père et à Québec. La station télégraphique de Pointe-au-Père passe alors sous le contrôle de la compagnie du Nord-Ouest. Toujours en 1879, Pointe-au-Père est intégré au réseau des stations de signalisation visuelle situé sur le Saint-Laurent et doté d'un mât pour la transmission des signaux maritimes. L'année suivante en 1880, monsieur McWilliams est le premier à offrir les services d'un bateau-pilote pour le transbordement des pilotes vers les navires océaniques, et ce bien avant le transfert officiel du poste de pilotage en 1905,.
Entre 1889 et 1895, les infrastructures maritimes de la station de Pointe-au-Père sont améliorées, en particulier celle du phare pour augmenter la puissance du feu,, l'installation de marégraphes pour la mesure et la prévision des marées et des courants et l'amélioration de l'efficacité de la signalisation sonore de la station par le remplacement du canon par des bombes explosives.

### Les prémices du transfert de la station de pilotage
Une augmentation importante de la navigation sur le Saint-Laurent se produit vers la fin du XIXe siècle. Le transport maritime des marchandises, en particulier du bois et des céréales, ne cesse d'augmenter et s'accompagne d'une nouvelle activité, l'immigration. En effet, l'avènement de la navigation à vapeur rend désormais la traversée de l'Atlantique moins dangereuse et raccourcit sensiblement la durée des voyages.
En 1900, la Corporation des Pilotes signale au ministère de la Marine que la navigation à voile représente maintenant moins de 10 % du trafic maritime sur le Saint-Laurent. Au même moment, les pressions des armateurs des principales lignes de vapeurs océaniques sont de plus en plus grandes pour que le service de pilotage soit amélioré. En particulier les armateurs demandent que la localisation des stations de pilotage soit repensée pour tenir compte du fait que la navigation à vapeur représente maintenant la grande majorité du trafic maritime desservi par les pilotes. De plus, le transport de ces derniers par goélettes pose problème et rend le transbordement vers les navires sensible aux aléas de la mer. La station du Bic est désavantagée par sa situation géographique et l'absence d'une station télégraphique et Pointe-au-Père, qui a vu ses infrastructures maritimes améliorées dans les dernières années, apparait comme le choix le plus sensé.
Le gouvernement canadien de Wilfrid Laurier semble aussi avoir pris sa décision concernant l'emplacement de la station des pilotes et en prévision de la désignation de Pointe-au-Père comme station officielle de pilotage, il décide d'y faire d'abord construire un quai pour répondre au besoin de la navigation. Un contrat est attribué à la firme Heney and Smith d'Ottawa pour la somme de 57 821 dollars et la construction du quai se réalise entre 1901 et 1902. En 1903, le service de jauge des marées est relocalisé sur le nouveau quai et la nouvelle station hydrographique devient le point de référence de l'échelle des marées pour tout l'estuaire du Saint-Laurent,. Finalement, le quai est rallongé entre mai 1904 et mai 1905 aux coûts de 44 300 dollars,.
Toujours en ce début de XXe siècle, le ministère de la Marine, qui avait jusque-là concentré ses efforts sur l'amélioration du balisage du fleuve en augmentant le nombre d'installations d'aide à la navigation, cherche plutôt à améliorer l'efficacité des infrastructures existantes. Les ingénieurs du ministère cherchent désormais des solutions autres que celles reliées aux miroirs et lentilles, et l'apparition du brûleur à incandescence à vapeur de pétrole dont la lumière est trois fois plus brillante que celle de la lampe d'Argand s'avère une avenue intéressante. En 1902, le ministère de la Marine améliore la  source de lumière du phare en y installant des lampes au gaz acétylène.

### Modification de la route maritime et transfert de la station de pilotage
Jusqu'en 1934, les navires océaniques utilisent le chenal du Sud entre la pointe est de l'île d'Orléans jusqu'à l'île Rouge où ils retrouvent alors la mer libre à la hauteur des Escoumins. Ce chenal offrait une profondeur minimale de 30 mètres à marée basse mais était alors désuet et nécessitait d'importants travaux de dragage et de balisage. Le ministère des Transports du Canada décide donc plutôt d'investir dans l'amélioration du chenal du Nord. À partir de 1940, la majorité des navires emprunte ce chenal ce qui les oblige à bifurquer vers le sud et Pointe-au-Père pour y déposer leur pilote, les navires arrivant de l'Atlantique effectuant le virage inverse. La station de pilotage de Pointe-au-Père n'étant pas ouverte pendant l'hiver à cause de la présence des glaces, les navires qui continuaient à opérer sur le Saint-Laurent pendant cette saison devaient embarquer ou débarquer leurs pilotes à Baie-Comeau ou Sept-Îles ou encore dans un port des Maritimes. En prévision de l'augmentation du trafic maritime d'hiver prévue à la suite de l'ouverture de la Voie maritime du Saint-Laurent en 1959, les armateurs exercent de plus en plus de pression pour que la station de pilotage soit déménagée sur la rive nord du Saint-Laurent,.

## Les infrastructures de la station de pilotage

### Le quai
En prévision du déménagement de la station de pilotage le gouvernement canadien fait construire un quai à Pointe-au-Père en 1901. Le quai est construit sur la pointe avancée de la côte, un site que les grandes compagnies de navigation considère comme idéal. Dans la première phase, terminée en 1902, un quai d'une longueur de 185 mètres et d'une largeur de dix mètres est réalisé. Une seconde phase effectué en 1904-1905 permet le rallongement du quai de 60 mètres. Pour assurer la solidité du quai, il est ancré sur de « solides poutres et des tonnes de roc ». La construction du quai, qui surplombe les hautes marées d'automne d'une hauteur de 1,8 mètre, est terminée au début du printemps de 1905, à temps pour le début de la saison de navigation et le transfert officiel de la station de pilotage vers Pointe-au-Père,. En 1924, le quai est électrifié.

### Les bateaux-pilotes
Le premier service de bateau-pilote en service à Pointe-au-Père appartient à John McWilliams, nommé gardien de phare en 1876. Il s'agit d'un bateau à rames et à voiles amarré en alternance, selon la direction du vent, dans l'une des deux anses situées au sud de l'emplacement du quai de 1902,. Une petite équipe d'employés appelés « boatmen » était chargée d'opérer le bateau et de transporter les pilotes des lignes régulières vers les navires en attente d'un pilote. Les armateurs et les capitaines demeurent malgré tout insatisfaits du service et considèrent ce système de transport comme archaïque.